# Tomakivka, Verhnodniprovsk
Tomakivka (în ucraineană Томаківка) este un sat în comuna Vodeane din raionul Verhnodniprovsk, regiunea Dnipropetrovsk, Ucraina.

## Demografie
Componența lingvistică a localității Tomakivka
     Ucraineană (87,88%)
     Rusă (9,09%)
     Belarusă (3,03%)
Conform recensământului din 2001, majoritatea populației localității Tomakivka era vorbitoare de ucraineană (87,88%), existând în minoritate și vorbitori de rusă (9,09%) și belarusă (3,03%).